# 邵族
邵族（邵語：Thau或Thao），是一個臺灣的原住民族，聚居於南投縣日月潭及雨社山一帶。

## 歷史

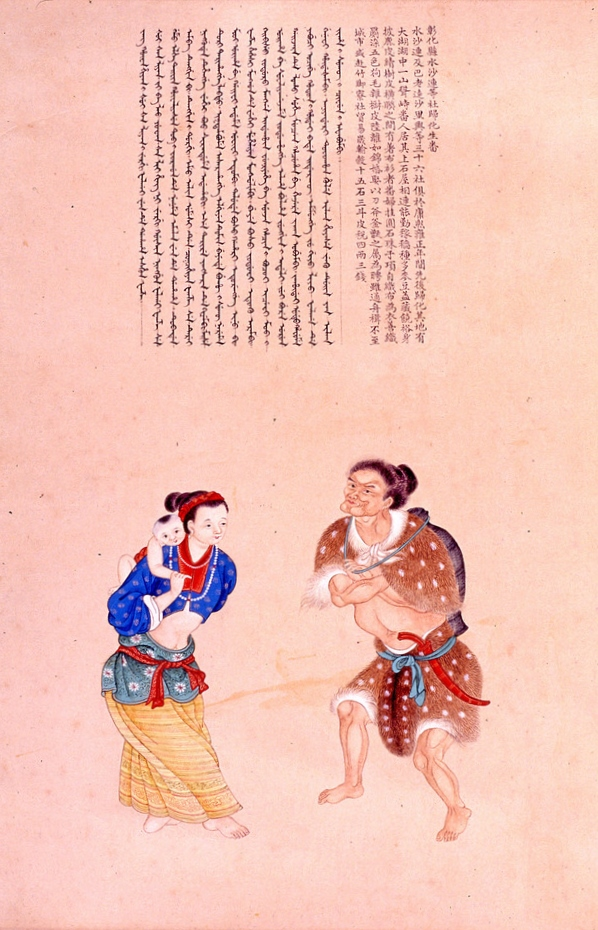
清治時期鳳山縣山豬毛等社邵族人

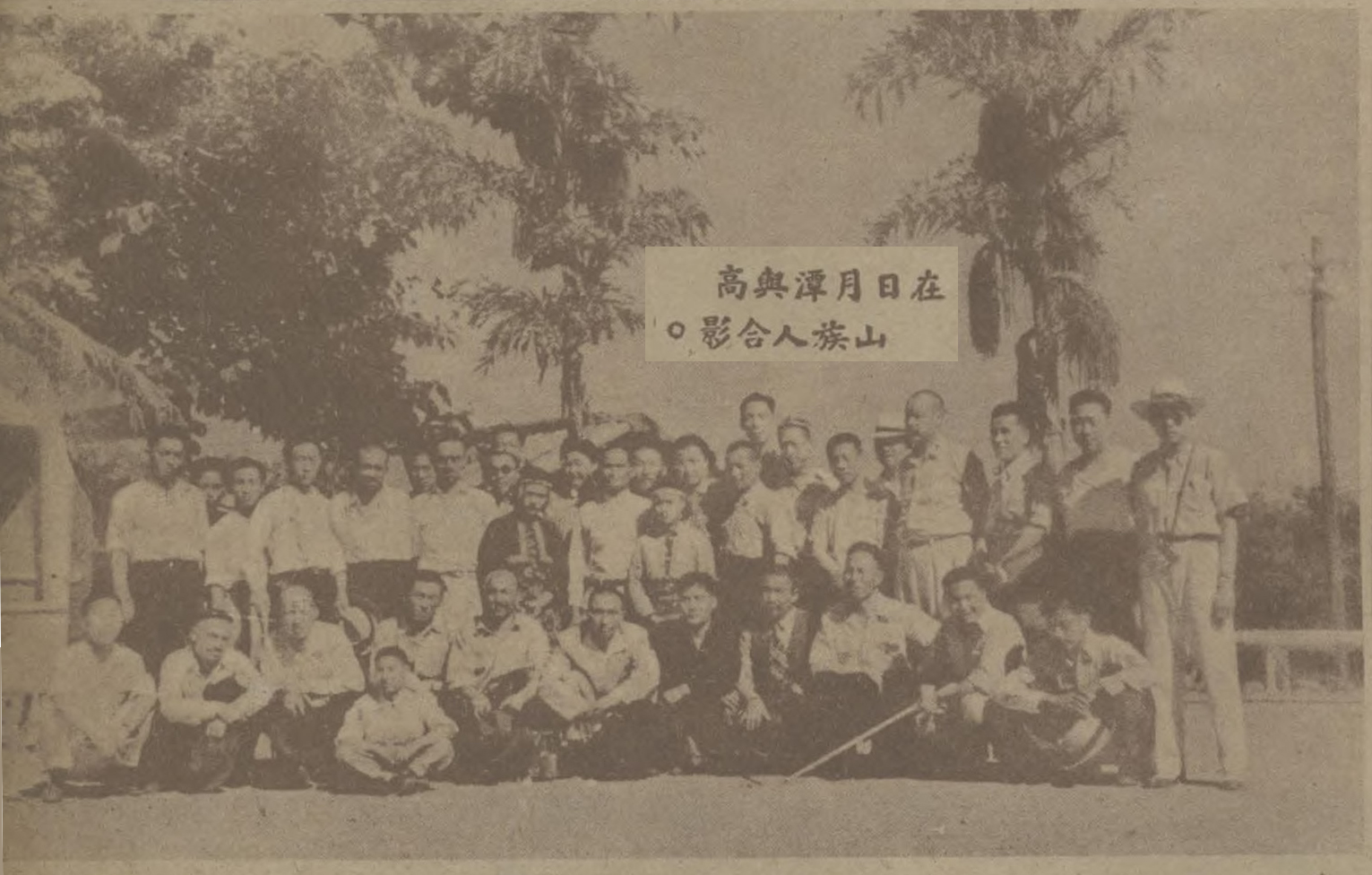
1949年，來自新疆的國民大會代表與立法委員與當時尚被稱作高山族的邵族人合影

相傳邵族的祖先是追逐白鹿翻越「阿里山」一帶('arithan / 'ari a hundun)而來。人口甚少，但與分布在阿里山的鄒族（Cou ; Tsou）在血緣、祭典、語言相當不同，能證明並不是其中一支；另一方面由於和漢族接觸較早，也曾被歸類為平埔族，但該族到底是屬於「高山族」或者是「平埔族」學界並無定見。清政府亦名之為「化番」(歸化生番)，既不是「熟番」也不是「生番」。伊能嘉矩將其視為平埔族、鳥居龍藏將其列為高山族。從文化、服飾、體質等特徵來看，邵族均和鄒族人不同，邵族族人自己不但否認他們是鄒族，且發起正名運動。在2001年8月8日政府正式承認邵族為原住民部族之一。
邵族人深受祖靈信仰之影響，敬畏自然，但近百年來受到日治時期日本人以及漢人的移入，使原有的土地以及文化風貌受到了很大的改變。人口數少，約885人左右，1999年的九二一地震曾使八成以上邵族人之居所倒塌，因此震後部分族人曾暫時遷往台北市中山區明水路居住。

### 邵族聚落
卲族曾經是水沙連地區最有勢力的族群。水社( Sui Soalian 水沙連)是日治時期的主要聚落之一。現在則以伊達邵（Ita Thao /Baraubaw貍撈某，日月村，舊稱德化社）為中心。另一主要的聚落為位於水里鄉頂崁村的雨社山聚落（Taypina/Tuapinaa大坪林）。少部分居住於水民和村益則坑(Aksa)一帶，其餘族人散居於各地。

## 文化祭典
邵族歲時祭儀
- Malhakath 陸稻整園祭，農曆2月20日
- Azazak Pudaqu 試播種儀式、Pudaqu播種前祭(試種)(第一天)，農曆3月1日
- Mulalu Pakpari 播種後祭(第三天)，農曆3月3日
- Lhalhaishin 鞦韆祭，農曆3月4日
- Muripnu 水田整田祭，農曆5月20日
- Muramaz 水田祈安祭，農曆6月3日
- Muripnu 水田整田祭，農曆6月13日
- Muramaz 水田祈安祭，農曆6月20日
- Muripnu 水田整田祭、Mashakshupak頭人家氏族祭祖，農曆6月25日
- Matansuun 狩獵祭，農曆7月1日
- Matansuun pintuza 白鰻祭，農曆7月3日
- Mashtatun 舂石音，農曆7月29日
- Lus'an 邵族新年/祖靈祭，農曆8月1日

慶典有大、小之分。小過年為期3天，該年度沒有主祭者(邵語：Pariqaz)。大過年則有主祭者，農曆8月4日必須興建祖靈屋(邵語：hanan)，維持將近1個月。大過年方能聽到平時不許輕易吟唱的Lus'an(祖靈祭)禁歌，以歌聲愉悅祖靈，凝聚族群認同意識與向心力。
- Mukaani'an 陸稻墾林祭，農曆12月20日

### 邵族七大氏族
- 袁：Lhkashnawanan
- 石：Lhkatafatu
- 毛：Lhkapamumu
- 陳：Lhkahihian
- 高：Lhkatanamarutaw
- 丹：Tanakyuwan
- 白(筆)：Shapiz

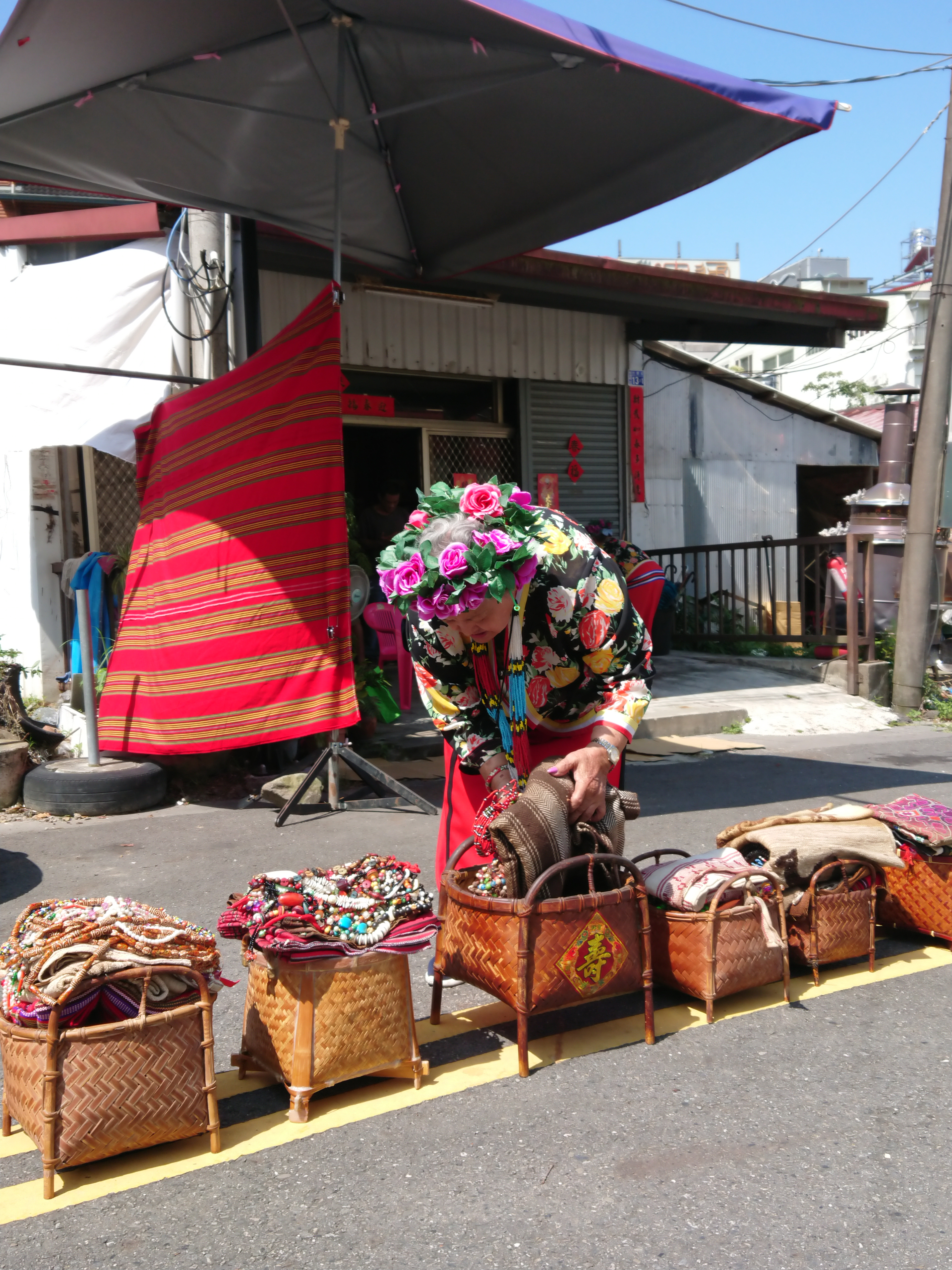
祖靈籃

各氏族在歲時祭儀當中有各自負責的項目。例如袁、石兩氏族為頭人，專事農曆6月25日的頭人家氏族祭祖(邵語：Mashakshupak)。7月1日早上舉行的狩獵祭(邵語：Matansuun)及7月3日的白鰻祭(邵語：Matansuun pintuza)，族人需迎請祖靈籃(邵語：Ulalaluan、台語:公媽藍)到這兩個姓氏的頭人家屋前，再由祭司(邵語：Shinshii、台語:先生媽)舉行儀式。另外農曆7月最後一天傍晚的杵音儀式(邵語：Mashtatun)需在袁氏頭人家屋內舉行，並於每年歲時祭儀前負責報訊(邵語：Munshirishiri)的任務。
毛姓氏族擔任農曆8月1日除穢祭（邵語稱Titishan，除穢儀式）的祭司，依據過去傳統習俗在農曆7月1日，部落的男性都會到山上狩獵，至農曆7月最後一天晚上，聽見部落女性開始敲打杵音的樂音，才會返回部落。次日清晨再度來到毛氏家屋前，由毛氏長老以山棕葉沾酒糟，在手臂與武器上擦拭，口中唸著吉祥、庇佑之禱詞，將一年的晦氣除去，正因毛氏長老為除穢之祭司，舉凡上山狩獵回來、播種祭搭建鞦韆的啟用…等有關於除穢、吉祥的儀式，都必須到毛氏家屋門前祭祀、除穢與祈福。
陳、高兩氏族為paruparu鑿齒儀式者，農曆8月3日的鑿齒儀式(邵語：Paru nipin)為邵族的成年禮，由高、陳兩位氏族長老擔任。此外，年祭期間凡有主祭產生而舉行一系列的活動，也交由paruparu來領導，例如飲公酒(邵語：Tantaun miqilha tuqtuq，華語或翻譯成逐家會飲)、輪流在陳高兩家門前的右側搭建祖靈屋、負責領唱及教唱祖靈歌謠，都是由paruparu負責。
由於丹、白兩氏族來自從前頭社大坪林的邵族系統，後來才移居至水社伊達邵系統當中，因而他們沒有被賦與分工。

## 白鹿傳說
(`99李壬癸田調資料，共202句，可分為十六段)
(以下列出故事結構，但與邵族目前口傳的版本有部分出入)
- 一、原住嘉義，與「鄭軍」對抗後，遷於阿里山，並開始打獵追山鹿。
- 二、追山鹿到東埔、益則坑、白山與湖，(山鹿消失處長出了茄冬樹)。轉追山羌與漁獵曲腰魚。
- 三、山鹿化身白衣美少女託夢，建立家園並定居下來。
- 四、但有人想把此地豐富的收穫帶回給原鄉家人，就回到阿里山。
- 五、阿里山的族人商議整個部族一起遷徙。
- 六、留下不想遷徙的人在阿里山，大部份的人都跟著走上遷徙的征途了。
- 七、再次經過東埔、有人就留下來建立家園。
- 八、三天後再次回到了白山與湖的美地。
- 九、定居後面臨敵手布農族和泰雅族覬覦新的家園，這個地方就是日月潭。
- 十、族人商議到拉魯島躲避敵手的攻擊。
- 十一、各家發言：高家、袁家與石家合作，一起做樟木舟渡湖到拉魯島上去。
- 十二、各家造船巧妙各不同，終於拉魯島上的人多了起來。
- 十三、後來敵手變少了，族人就散居到日月潭的週圍定居並發展成好多個社區。
- 十四、定居後他們多種茄冬樹，族人就更加倍的繁衍開來。
- 十五、「清軍」開山時砍倒了很多茄冬樹，族人也開始變少了。
- 十六、就這樣，茄冬樹就成為邵族人的精神象徵。

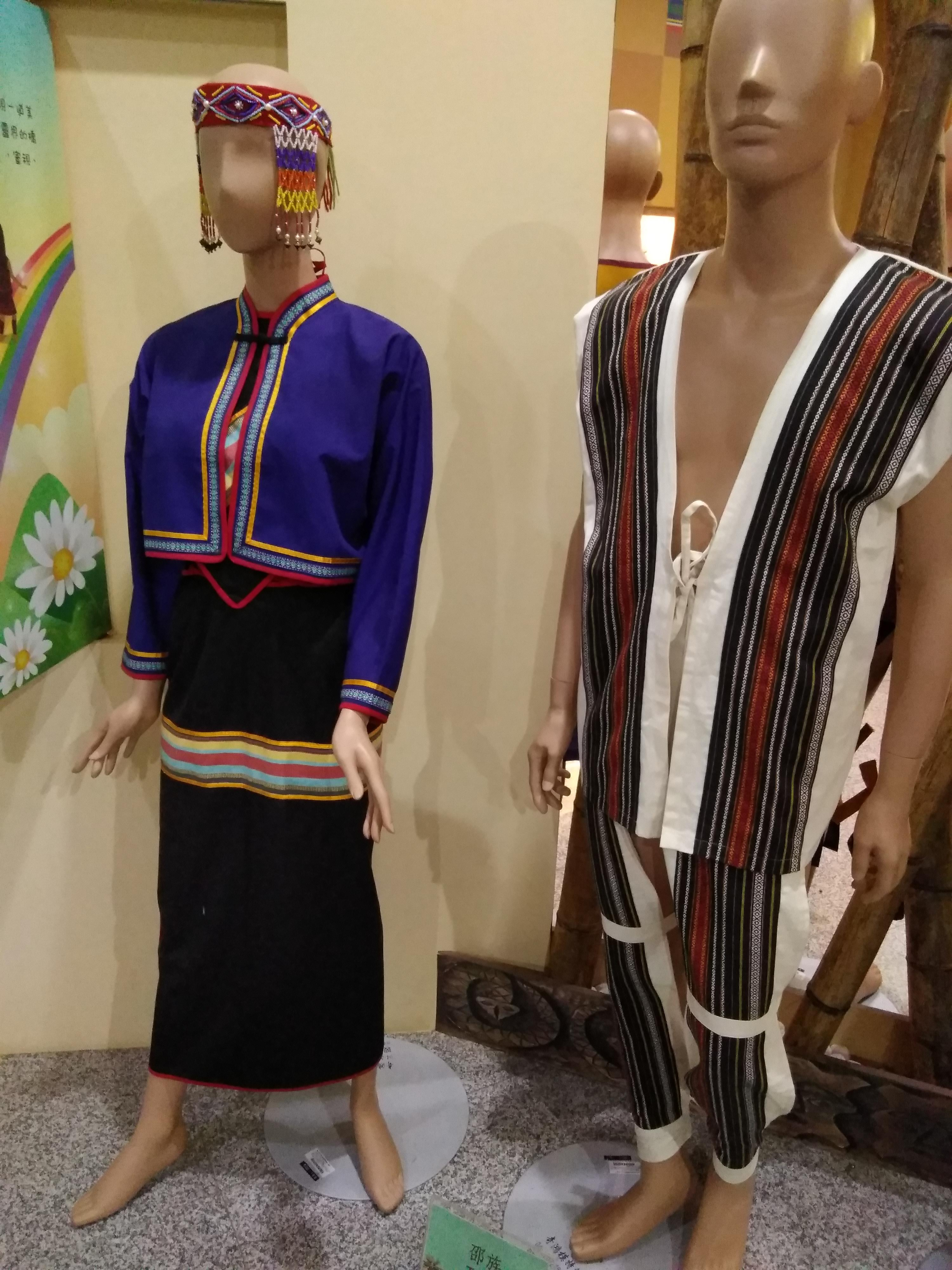
邵族服飾

## 文化特點
- 頭人平時是部落祭典儀式的決策者與社會事務的仲裁者，職位通常由長子世襲制[9]。
- 最具代表性的音樂是杵歌和杵音(打獵歌與迎賓歌) [10]。
- 宗教信仰乃是「Ulalaluan」祖靈籃的祭祀。 [11][12]。

## 其他
- 該族與南投縣仁愛鄉過坑中正村之布農族卓社群人有合作與通婚關係。[4][5]

## 外部連結
- 邵族大事紀
- 後九二一大地震的邵族
- We Are THAO 卲網站 （页面存档备份，存于）
- 中央研究院平埔文化資訊網：邵族館 （页面存档备份，存于）
- 鄧相揚：邵族「ulalaluwan」正名之芻議[永久]
- 中央研究院平埔文化資訊網 （页面存档备份，存于）
- 中央研究院南島語數位典藏
- 中央研究院語言學研究所 （页面存档备份，存于）
- 中央研究院數位典藏資源網：邵族大過年 （页面存档备份，存于）
- 蠡測彙鈔/清－鄧傳安 （页面存档备份，存于）
- 東征集/清－藍鼎元 （页面存档备份，存于）
- 搶救瀕危邵族 應有更高規格機制 （页面存档备份，存于）

### 歌謠
- 邵族杵音與歌唱 （页面存档备份，存于），呂炳川錄製，臺灣音樂館典藏
- 魚池鄉水社村邵族豐年祭歌謠 （页面存档备份，存于），呂炳川錄製，臺灣音樂館典藏